# Саут Хјустон
Саут Хјустон (енгл. South Houston) град је у америчкој савезној држави Тексас. По попису становништва из 2010. у њему је живело 16.983 становника.

## Демографија
Према попису становништва из 2010. у граду је живело 16.983 становника, што је 1.150 (7,3%) становника више него 2000. године.
| Група             | 2000.          | 2010.          |
| Белци             | 3.103 (19,6%)  | 1.682 (9,9%)   |
| Афроамериканци    | 165 (1,0%)     | 262 (1,5%)     |
| Азијати           | 111 (0,7%)     | 95 (0,6%)      |
| Хиспаноамериканци | 12.338 (77,9%) | 14.954 (88,1%) |
| Укупно            | 15.833         | 16.983         |